# Euxenus jordani
Espèce
Euxenus  jordani est une espèce d'insectes coléoptères appartenant à la famille des Anthribidae.

## Première publication
(en) B. D. Valentine, « The Choragus: Holostilpna Problem (Coleoptera: Anthribidae) », The Coleopterists Bulletin, vol. 45, no 3,‎ 1991, p. 301-307 (lire en ligne)